# Rudawy Spiskie
Rudawy Spiskie (515.28; słow. Spišské rudohorie) – w regionalizacji dziesiętnej według Jerzego Kondrackiego grupa górska we wschodniej Słowacji, w Wewnętrznych Karpatach Zachodnich, stanowiąca ostatnie – idąc ku wschodowi – ogniwo Łańcucha Rudaw Słowackich. Najwyższy szczyt: Zlatý stôl (1322 m).
W słowackiej regionalizacji brak takiej grupy. Rudawy Spiskie według regionalizacji słowackiej obejmują dwie odrębne grupy górskie: Volovské vrchy (najwyższy szczyt: Zlatý stôl, 1322 m) oraz Čierna hora (najwyższy szczyt: Roháčka, 1028 m).